# 블러프 (영화)
《블러프》(영어: Bluff)은 2007년에 개봉한 콜롬비아의 영화이다.

## 한국판 성우진(KBS)
- 양석정 - 니콜라스(페데리코 로루소)
- 신성호 - 파블로 마야리노(빅토르 마야리노)
- 문관일 - 월터 몬테즈(루이스 에두아르도 아랑고)
- 배정미 - 마가리타(카탈리나 아리스티자발)
- 조진숙 - 알렉산드라(카롤리나 고메즈)
- 변현우 - 리카르도 페레즈(펠리페 보테로)
- 김혜주 - 로즈마리(베로니카 오로즈코)
- 이채정 - 에밀리아(아드리아나 로메로)
- 최창석 - 고메즈(후안 펠리페 카노)
- 이지환 - 훌리토(알레한드로 모랄레스)